# Akh Issudar
 (février 2017).
Si vous disposez d'ouvrages ou d'articles de référence ou si vous connaissez des sites web de qualité traitant du thème abordé ici, merci de compléter l'article en donnant les références utiles à sa vérifiabilité et en les liant à la section « Notes et références ».
Albums de Terakaft
Bismilla, the Bko Sessions
(2007) Aratan N Azawad
(2011)
Akh Issudar est le deuxième album du groupe de blues touareg malien Terakaft, sorti en avril 2008, enregistré au studio des Froms à Freigné (Maine-et-Loire) et produit par le label Tapsit.

## Liste des titres
| No  | Titre                          | Durée |
| --- | ------------------------------ | ----- |
| 1.  | Akh Issudar                    | 4:35  |
| 2.  | Ténéré War Tat Zinchegh        | 4:48  |
| 3.  | Djer Aman                      | 4:16  |
| 4.  | Intidgagen                     | 3:34  |
| 5.  | Soubhanallah                   | 3:59  |
| 6.  | Legh Assistane Dagh Aitma      | 3:24  |
| 7.  | Amidinine Wa Dagh Nohar Timtar | 3:42  |
| 8.  | Ewor Imdane                    | 4:27  |
| 9.  | Haran Bardan                   | 4:00  |
| 10. | Amdagh                         | 4:03  |
| 11. | Iswegh Atay                    | 3:45  |
| 12. | Arghan Manine                  | 4:04  |
| 13. | Islegh Teghram                 | 5:12  |
| 14. | Tahra a Issasnanane            | 3:21  |

## Formation
- Kedhou ag Ossad : Guitare, chant, composition
- Liya ag Ablil dit Diara : Guitare, chant, composition
- Sanou ag Ahmed : Guitare, chant, composition
- Rhissa ag Ogham : Basse, chant